# 马耳他之鹰
《马耳他之鹰》（英語：The Maltese Falcon）是美國作家達許·漢密特所著的推理小說，原本於黑面具雜誌上連載。1998年，此書入選20世紀百大英文小說，排名第五十六位。同時，此書多次被改編成電影，當中包括1941年由亨弗萊·鮑嘉主演的梟巢喋血戰。

## 故事簡介
一日，一名漂亮女子到山姆·史培特的偵探社要求史培特跟蹤她妹妹的男朋友，史培特的合伙人阿傑接手處理，怎料當晚兩人都被槍擊死亡。史培特向該女子追究，該女子自稱布麗姬，然後編了一個故事欺騙史培特，史培特壓根兒就不信她的說話，只是看在錢的份上才協助她。後來，一名叫開羅的男子找史培特，要求史培特取得布麗姬手上的物品。最後一名叫賈曼的男子介入，才取得布麗姬手上的物品，原來該物品是一件歷史寶物，不過這件物件只是一件偽造品，眾人最終不歡而散。